# Dimitri Omersa
Dimitri Omersa (* 1927 im Königreich der Serben, Kroaten und Slowenen; † 1985) war ein jugoslawischer Entwerfer und Hersteller von Ledersitzmöbeln nach Tiermotiven.

## Leben
Der Marineoffizier Dimitri Omersa verbrachte nach dem Zweiten Weltkrieg zehn Jahre in jugoslawischer Haft. 1955 wanderte er mit seiner Frau Inge in das Vereinigte Königreich aus, wo sich beide in Lavender Croft niederließen, einer Anlaufstelle für Flüchtlinge in Hitchin, Grafschaft Hertfordshire. Hier arbeitete er zunächst als Vertreter einer kleinen Lederfirma.
1958 übernahm er nach dem Ausscheiden des Eigentümers Old Bill eine Lederwarenfabrik. Old Bill hatte sich bereits Mitte der 1920er Jahre mit der Verwertung übrig gebliebenen Leders beschäftigt und war auf die Idee einer Fußbank in Form eines stilisierten Schweins gekommen, basierend auf einer Holzkonstruktion, die mit Holzwolle aufgefüllt und mit Schweinsleder überzogen wurde. Zusammen mit den in seiner Fabrik hergestellten Ledergepäckstücken hatte Old Bill ab 1927 das Kaufhaus für Luxuswaren Liberty im Londoner West End auch mit diesen Lederschweinen exklusiv beliefert. Das Kaufhaus beauftragte nun Dimitri Omersa als neuem Eigentümer die Lieferung von Lederschweinen an Liberty fortzusetzen.
Bald schon hatte Omersa Ideen für andere Tiermotive. Sein erstes neues Stück war ein ledernes Sitzmöbel in Form eines Elefanten, gefolgt von einem Esel und einem Nashorn. Anfangs zeigte sich das Kaufhaus Liberty dem Nashorn gegenüber skeptisch, jedoch wurde es zu einem Bestseller und fand sich später im Logo von Omersas Firma wieder. Die Tiere wurden bis Mitte der 1970er Jahre ausschließlich über das Kaufhaus Liberty vertrieben und trugen die Aufschrift LIBERTY OF LONDON auf der Unterseite eines der Ohren.
Zur Expansion seines Geschäftes stellte Omersa 1963 seinen ledernen Esel auf der Californian State Fair aus und gewann eine Goldmedaille. Seine Ledertiere wurden darauf bis in die 1980er Jahre von der Ladenkette Abercrombie & Fitch in den Vereinigten Staaten vertrieben, wo sie großen Anklag bei der Kundschaft fanden. Dimitri Omersa verstarb 1985.
Heute bietet die Firma Omersa and Co. eine Auswahl von 37 verschiedenen, in Handarbeit gefertigten Ledertieren in unterschiedlichen Größen an (Stand 2019). Seit Ende der 1970er Jahre wird anstelle des Schweinsleders nun Rindsleder verwendet. Die Werkstatt befindet sich in Coningsby, Lincolnshire. Die Vereinigten Staaten sind nach wie vor der wichtigste Markt für das Unternehmen.

## Trivia
- In seinem Büro im Weißen Haus hatte der ehemalige Präsident der Vereinigten Staaten Ronald Reagan ein Paar lederne Elefanten von Omersa aufgestellt.[4]
- Mitte der 1960er Jahre ließen sich Roman Polanski und Sharon Tate mit einem Rhinozeros von Omersa ablichten. Um die gleiche Zeit brachte die Zeitschrift Vogue einen Artikel über Edie Sedgwick, die Muse Andy Warhols, die bei einem Balanceakt auf einem Omersa-Rhinozeros gezeigt wurde.[5]